# 至尊黑傑克
《至尊黑傑克》（英語：Blackjack）是一部1998年加拿大和美國合拍的動作電視電影，由吳宇森執導，西爾文斯·麥迪（Thelvens Maddy）編劇，杜夫·朗格主演。《至尊黑傑克》原本是部後門試播集，但因未反響不佳而未能成為正式劇集。電影於1998年5月12日在USA電視台首播。
在從僱傭殺手手中救出他朋友的女兒後，傑克·狄夫林（Jack Devlin，朗格飾演）患上了一種奇怪的恐懼症——對白色的恐懼。但當他的另一名為超級名模作保鑣的朋友受傷時，傑克決定介入。

## 演員
- 杜夫·朗格飾演傑克·狄夫林（Jack Devlin）[3]
- 凱蒂·華朗（英语：Kate Vernon）飾演瑞秋·史坦醫生（Dr. Rachel Stein）[3]
- 菲利浦·馬肯吉（Phillip MacKenzie）飾演羅里·蓋恩斯（Rory Gaines）[3]
- 凱姆·海絲金（英语：Kam Heskin）飾演辛德·詹姆斯（Cinder James）[3]
- 佛瑞德·威廉森飾演蒂姆·海斯廷斯（Tim Hastings）[3]
- 安德魯·傑克森（英语：Andrew Jackson (actor)）飾演唐·特拉格（Don Tragle）
- 阿爾伯特·舒茲（英语：Albert Schultz）飾演德瑞克·史密斯（Derek Smythe）
- 索爾·魯賓克（英语：Saul Rubinek）飾演湯瑪斯（Thomas）

## 反響
《至尊黑傑克》評價普遍不佳，多半被批評劇情荒謬、娛樂不足、幽默感差勁，吳宇森的風格也未能發揮完善。也因未反響不佳而未能成為正式劇集。

## 外部連結
- 互联网电影数据库（IMDb）上《至尊黑傑克》的资料（英文）